# Божидар Петровић (архитекта)
Божидар Петровић је био српски архитекта и редовни професор Архитектонског факултета универзитета у Београду. Најзначајнији је по свом доприносу у стварању тзв. „Шумадијског стила“ у архитектури.

## Биографија
Рођен је 15. јула 1922. у селу Дићи, близу Љига, у тадашњем Качерском срезу. Четворогодишњу основну школу завршио је у месту рођења, a осмогодишњу гимназију у Горњем Милановцу. После демобилизације 1946. год. уписује архитектонски одсек на Техничком факултету у Београду, на коме дипломира 1952. године. Сахрањен је на градском гробљу у Горњем Милановцу, 30.12.2012.

## Професионална пракса и просветни рад
Од 1952. год. до 1956. год. је радио у Енергопројекту као пројектант и конструктор. Од 1956. год. до 1987. год. је био на Архитектонском факултету, где пролази сва звања од асистента, доцента, ванредног до редовног професора.
У својој наставничкој каријери предавао је егзактне предмете (Механика, Отпорност материјала и Теорија система).
У вези са овим материјалом објављује:
- Статика (универзитетски уџбеник са П. Јовановићем, 1963. год.)
- Елементи опште теорије система (постдипломски курс на A. Ф., 1976. год.)
- Студија Ентропијске мере диференцијације (1971)
- Архитектонско пројектовање са аспекта теорије модела (1975)
- Егзактан приступ архитектонском пројектовању (1975)
- Планирање и одлучивање (ИАУС)
- Урбанизација у светлу теорије потреба (са Б. Новаковићем, 1969)
- Теорија система и информација (1973)
- Систем и простор (1972)

У току своје наставничке каријере обрађује у форми реферата низ задатака и проблема наставе:
- Неки проблеми наставе на Архитектонском факултету
- Питање трансфера факултетске наставе
- Факултетска настава у новим условима
- Стање у настави
- Могућност отварања школе према друштву
- Универзитет и друштво
- Ка перманентној едукацији (међународни семинар)
- Поред наставничког рада руководи израдом више комплексних студија:
- Студија за урбанизацију насељa "3 километар" у Бору (ИАУС)
- Студија за "Трећи елеменат" просторног плана СР Србије (ИАУС)
- Студија за урбанизацију и пројектовање 8 насељa на територији Ел Мулак у Египту (Енергопројект)
- Студија насељa Жупе Сиринића - Штрпце (САНУ) са З. Петровићем
- Студија за обнову и изградњу подручја Копаоник, настрадалог од земљотреса (Влада СР Србије)
- Студија за изградњу система НС/71 - Нови Сад (ИАУС)

Био је градски архитекта Горњег Милановца крајем прве деценије двадесет првог века.

## Дела
За више индустријских постројења и фабричких целина дао је урбанистичка и архитектонска решења као што су:
- Фабрика лекова "Галеника" у Земуну:
  - урбанистичко решење комплекса
  - пројекат погона "Пеницилина"
  - пројекат зграде "Полупогона"
  - пројекат зграде Института
- Фабрика гуме "Тигар" у Пироту
  - урбанистичко решење комплекса
  - пројекат главне производне хале
  - пројекат управне зграде
  - пројекат главне радионице
  - пројекат магацина сировина и готових производа
  - пројекат котларнице
  - пројекат гардероба и санитарног чвора
- Идејни пројекат фабрике "Фаграм" у Смедереву
- Идејни пројекат фабрике "M. Благојевић" у Смедереву
- Идејни пројекат фабрике гуме на Цетињу
- Идејни пројекат фабрике гуме у Бихаћу
- Идејни пројекат фабрике фармацеутских производа у Акри, Гана.

Пројектовао је већи број објеката:
- Прерада и дорада пројекта TE Колубара, Велики Црљани (са арх. M. Штерић)
- Стамбене зграде насељa TE Колубара (типове 5, 10, 11, 16, и 18)
- Већи број стамбених зграда (индивидуалних и колективних)
- Кафане у Барошевцу, Луњевици и Дићу
- Мотел у Сјеници
- Мотел на Руднику
- Камп насељe са мотелом на Башком Рајцу
- Хотел у Ваљеву
- Хотел код манастира Љубостиње
- Хотел "Грчко-Српска кућа" на Рајцу
- Викенд насељe у Боки которској
- Стамбене зграде, пијаце, школе и џамије за осам насељa Ел Мулак у Египту
- Пројекат кућа за настрадало подручје Копаоник
- Основне школе у: Црљенима, Вреоцима, Оглађеновцу, Пољаницама, Латковићу, Палежници и Моравцима
- Црквене домове: у Ваљеву (доградња), Оглађеновцу, Славковици и Горњем Милановцу
- Цркву брвнару за манастир Хиландар на Светој гори
- Зграда социјалног осигурања у Смедереву (са арх M. Штерић)

За више објеката израдио је статичке прорачуне као:
- Школа у Подгорици (прој. проф. Б. Несторовић)
- Административна зграда у Подгорици (прој. проф. Б. Несторовић)
- Зграда социјалног осигурања Младеновац (прој. проф. З. Петровић)
- Робна кућа у Косовској Митровици (са П. Јовановићем)
- Стамбена зграда у Крагујевцу (прој. арх. Славковић)
- Стамбена зграда у Горњем Милановцу
- Споменик у Косовској Митровици (прој. арх. Б. Богдановић)

## Књиге и текстови
Као свој највећи друштвени и културни допринос, сматра своју професионалну и стручну борбу на очувању и транспоновању у модерне моделе куће нашег наслеђа. У овој тежњи пројектовао је преко 50 кућа које су приказане у књизи "Старе српске куће као градитељски подстицај - куће Боже Петровића". У току овог напора и рада аутор је дао неколико реферата и чланака на ту тему:
- Један вид заштите наслеђа (Зборник Завода за заштиту споменика културе Србије)
- Село и његова архитектура (Зборник Матице српске)
- Ми и наслеђе (реферат поднет на прослави 150 год. Завода за заштиту споменика Србије)
- Шта да радимо (Зборник Завода за заштиту споменика културе Србије)
- Наслеђе и савремена архитектура (Зборник Конзерватора Србије)

## Изложбе
Своје пројекте и изведене објекте аутор је излагао на изложбама у Ваљеву, Ужицу, Зајечару, Горњем Милановцу, Нишу, Крушевцу и Београду као и на Тријеналу светске архитектуре и у Интернационалном салону Архитектуре у Милану 1991. године.

## Професионална и друга признања
- Прва награда на међународном конкурсу за фабрику дувана у Бејруту 1955.
- Захвалница Етнографског музеја
- Захвалница за стручну помоћ приликом отварања музеја „Таковски устанак“
- Признање општине Штрпце за истраживање насеља жупе Сиринић 1994.
- Захвалница ИАУС
- Златна плакета „Таковски устанак“ општине Горњи Милановац
- Захвалница за организовање музеја Другог српског устанка у Такову
- Плакета „Ђак каплар“ општине Љиг
- Национално признање Министарства културе Србије за изузетан допринос националној култури[4]